# 宋國彥
宋國彥，字美士，山東萊州府濰縣東關人。清朝政治人物、進士出身。
顺治四年，登三甲第199名进士，授歸安縣知縣。